# Macrodorcas virginiae
Macrodorcas virginiae es una especie de coleóptero de la familia Lucanidae.

## Distribución geográfica
Habita en Tailandia.